# Межидов, Турпал-Али Сайд-Хамзатович
Турпал-Али Сайд-Хамзатович Межидов — российский дзюдоист, победитель и призёр первенств России среди молодёжи, победитель и призёр всероссийских и международных турниров, победитель Кубка России 2021 года, мастер спорта России (2020). Выступает в наилегчайшей весовой категории (до 60 кг).
Чеченец.

## Спортивные результаты
- Первенство СКФО среди молодёжи 2020 (Каспийск) — ;
- Всероссийские соревнования ЦС «Динамо» 2020 (Нальчик) — ;
- Чемпионат СКФО 2020 (Ингушетия) — ;
- Первенство России среди молодёжи 2021 (Мурманск) — ;
- Кубок России по дзюдо 2021 — ;
- Russian «Judo tour-2022» (Майкоп) — ;